# Xylaria castorea
Xylaria castorea är en svampart som beskrevs av Berk. 1855. Xylaria castorea ingår i släktet Xylaria och familjen kolkärnsvampar.   Inga underarter finns listade i Catalogue of Life.